# Puttūr (ort i Indien, Karnataka)
Puttūr är en ort i Indien.   Den ligger i distriktet Dakshina Kannada och delstaten Karnataka, i den södra delen av landet, 1 800 km söder om huvudstaden New Delhi. Puttūr ligger 100 meter över havet och antalet invånare är 53 331.
Terrängen runt Puttūr är platt. Runt Puttūr är det tätbefolkat, med 319 invånare per kvadratkilometer. Det finns inga andra samhällen i närheten. Omgivningarna runt Puttūr är en mosaik av jordbruksmark och naturlig växtlighet.